# آبشار بیر کریک
آبشار بیر کریک (به انگلیسی: Bear Creek Falls) آبشاری است که در ایالات متحده آمریکا واقع شده و ارتفاع کلی ریزشگاه آن ۲۵ پا (۸ متر) است.